# Ludwig Bauer (Mediziner)

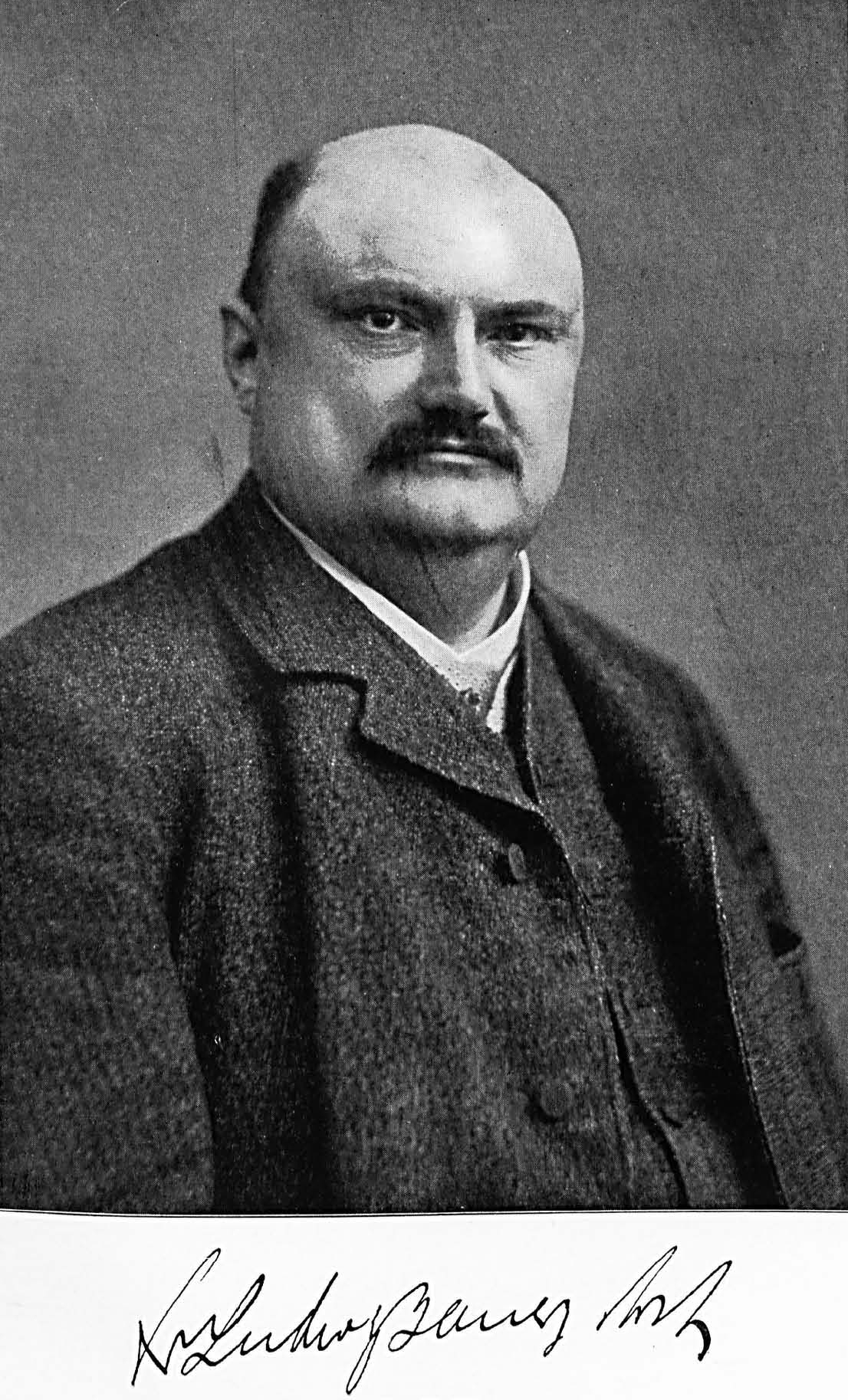
Ludwig Bauer.

Ludwig Justinus Bauer (* 11. September 1863 in Löwenstein; † 7. Oktober 1911 in Stuttgart) war ein deutscher Mediziner und Politiker.

## Leben
Bauer stammte über seine Mutter Anna und deren Mutter Marie Niethammer von dem schwäbischen Dichter Justinus Kerner ab. Sein Onkel Hermann Niethammer war Rechtsanwalt und von 1868 bis 1870 Landtagsabgeordneter.
Während seines Medizin-Studiums in Tübingen wurde Bauer 1883 Mitglied der Tübinger Königsgesellschaft Roigel. Er wurde zum Dr. med. promoviert und arbeitete als praktischer Arzt in Stuttgart Ostheim. Er wurde Privatdozent für Hygiene an der Technischen Hochschule Stuttgart. 1907 bis 1911 gehörte er der Zweiten Kammer der Württembergischen Landstände an.